# Мерениа
Мерениа (груз. მერენია, арм. Մերենիա) — село в Грузии, на территории Ахалкалакского муниципалитета края (мхаре) Самцхе-Джавахети.

## География
Село находится в южной части Грузии, к востоку от реки Баралетисцкали, на расстоянии приблизительно 15 километров (по прямой) к северо-востоку от города Ахалкалаки, административного центра муниципалитета. Абсолютная высота — 1706 метров над уровнем моря.

## Население
По результатам официальной переписи населения 2014 года, в Мерении проживало 860 человек (436 мужчин и 424 женщины). В национальной структуре населения армяне составляли 99,3 %, русские — 0,5 %, грузины — 0,1 %.
| Год  | Население, человек |
| ---- | ------------------ |
| 2002 | 1091               |
| 2014 | ↘ 860              |